# Silent Alarm
Silent Alarm é o álbum de estreia da banda britânica de rock Bloc Party. foi indicado ao Mercury Music Prize de 2005. Foi escolhido como álbum do ano pela revista NME
Uma versão remixada do álbum foi lançada no final do ano com o nome Silent Alarm Remixed.
| Críticas profissionais                                                      | Críticas profissionais |
| Avaliações da crítica                                                       | Avaliações da crítica  |
| Fonte                                                                       | Avaliação              |
| --------------------------------------------------------------------------- | ---------------------- |
| allmusic                                                                    | [ 1 ]                  |
| IGN                                                                         | [ 2 ]                  |
| Pitchfork Media                                                             | 8.9/10                 |
| PopMatters                                                                  | [ 4 ]                  |
| rockfeedback                                                                | [ 5 ]                  |
| Rolling Stone                                                               | [ 6 ]                  |
| Static Multimedia                                                           | [ 7 ]                  |
| Sputnik Music                                                               | [ 8 ]                  |
| Esta tabela precisa de ser acompanhada por texto em prosa. Consulte o guia. |                        |

## Faixas
1. "Like Eating Glass" – 4:20
2. "Helicopter" – 3:40
3. "Positive Tension" – 3:54
4. "Banquet" – 3:22
5. "Blue Light" – 2:47
6. "She's Hearing Voices" – 3:29
7. "This Modern Love" – 4:25
8. "Pioneers" – 3:35
9. "Price of Gas" – 4:19
10. "So Here We Are" – 3:53
11. "Luno" – 3:57
12. "Plans" – 4:10
13. "Compliments" – 4:40